# Tamar Valley (Tasmánie)

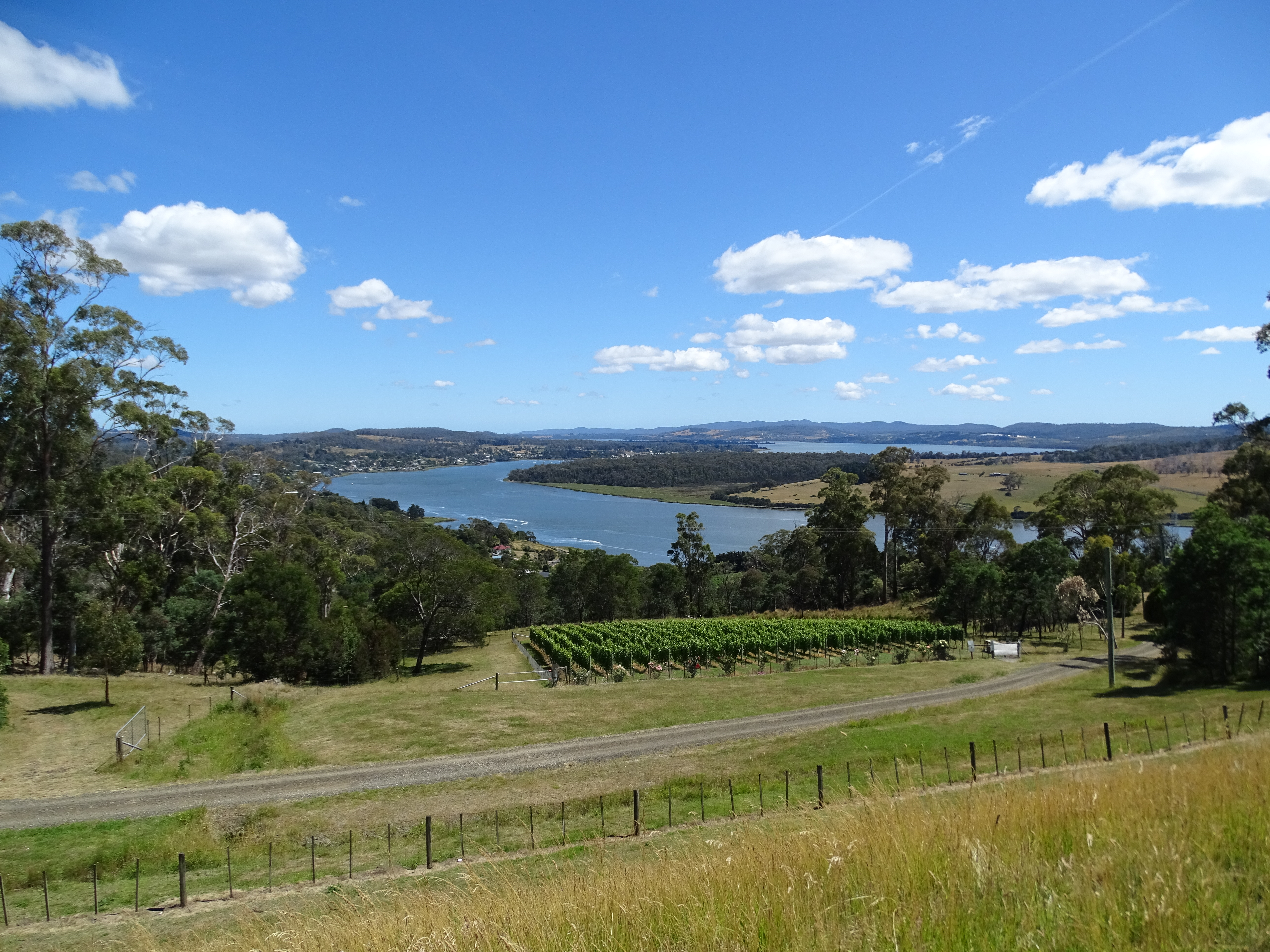
Vinice v údolí Tamar Valley, poblíž Rosevears u Exeteru

Tamar Valley je údolí na severu australského ostrova a spolového státu Tasmánie, kterým protéká řeka Tamar River.

## Poloha
Údolí Tamar Valley se táhne od Launcestonu severozápadním směrem asi 50 kilometrů k městu George Town a poté dalších deset kilometrů až k ústí řeky Tamar River v úžině Bass Street.

## Pamětihodnosti
Údolí Tamar Valley je bohaté na pamětihodnosti:
- most Batman Bridge je místem, kde státní silnice B73 přetíná řeku Tamar River
- zcela na severu, jen několik kilometrů západně od údolí, se nachází národní park Narawntapu National Park

Údolí je bohaté též na rozsáhlé lesní oblasti, nábřežní krajinky ap.

Údolí Tamar Valley
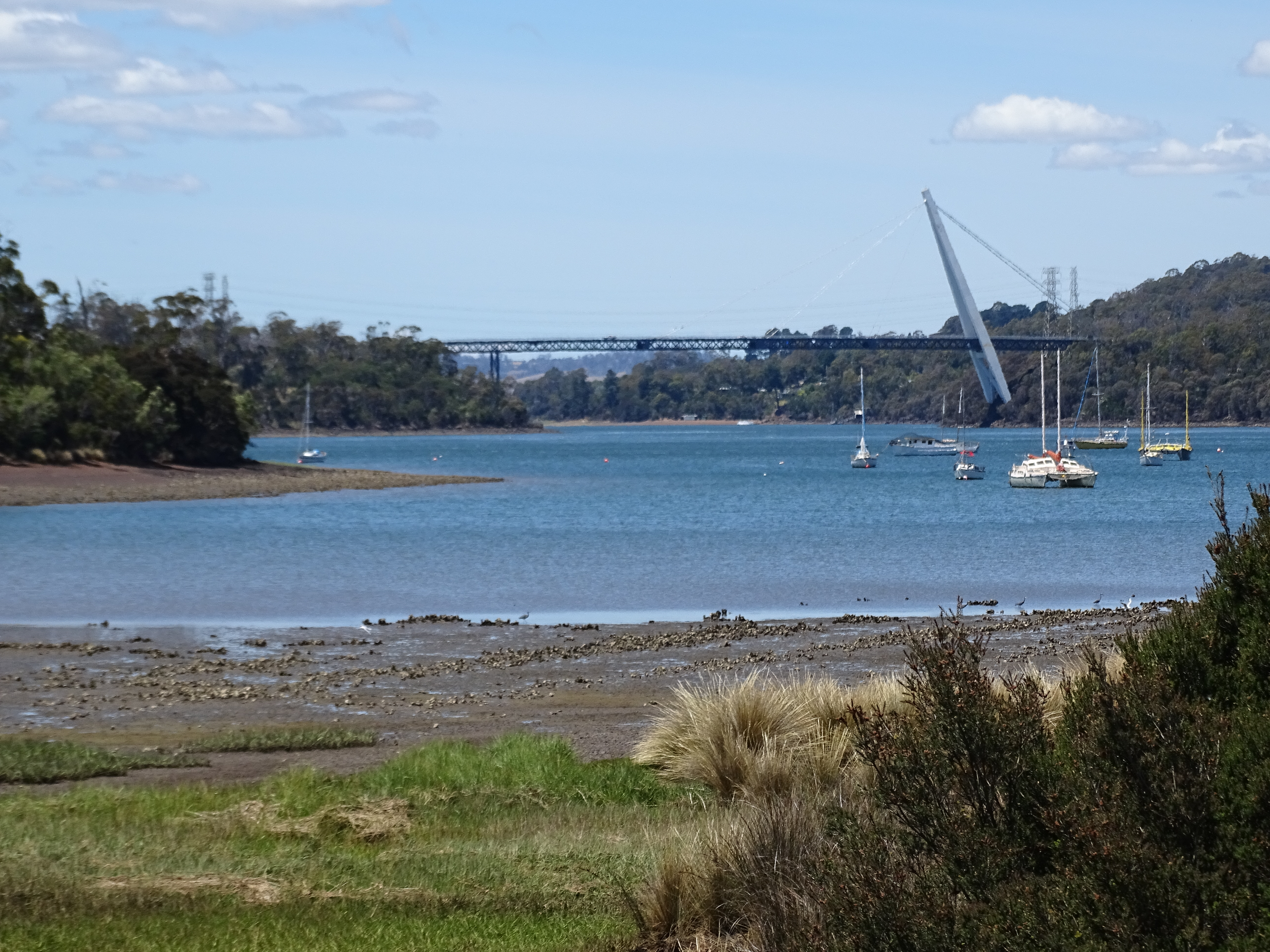
Tamar Valley a Tamar River, v pozadí Batman Bridge
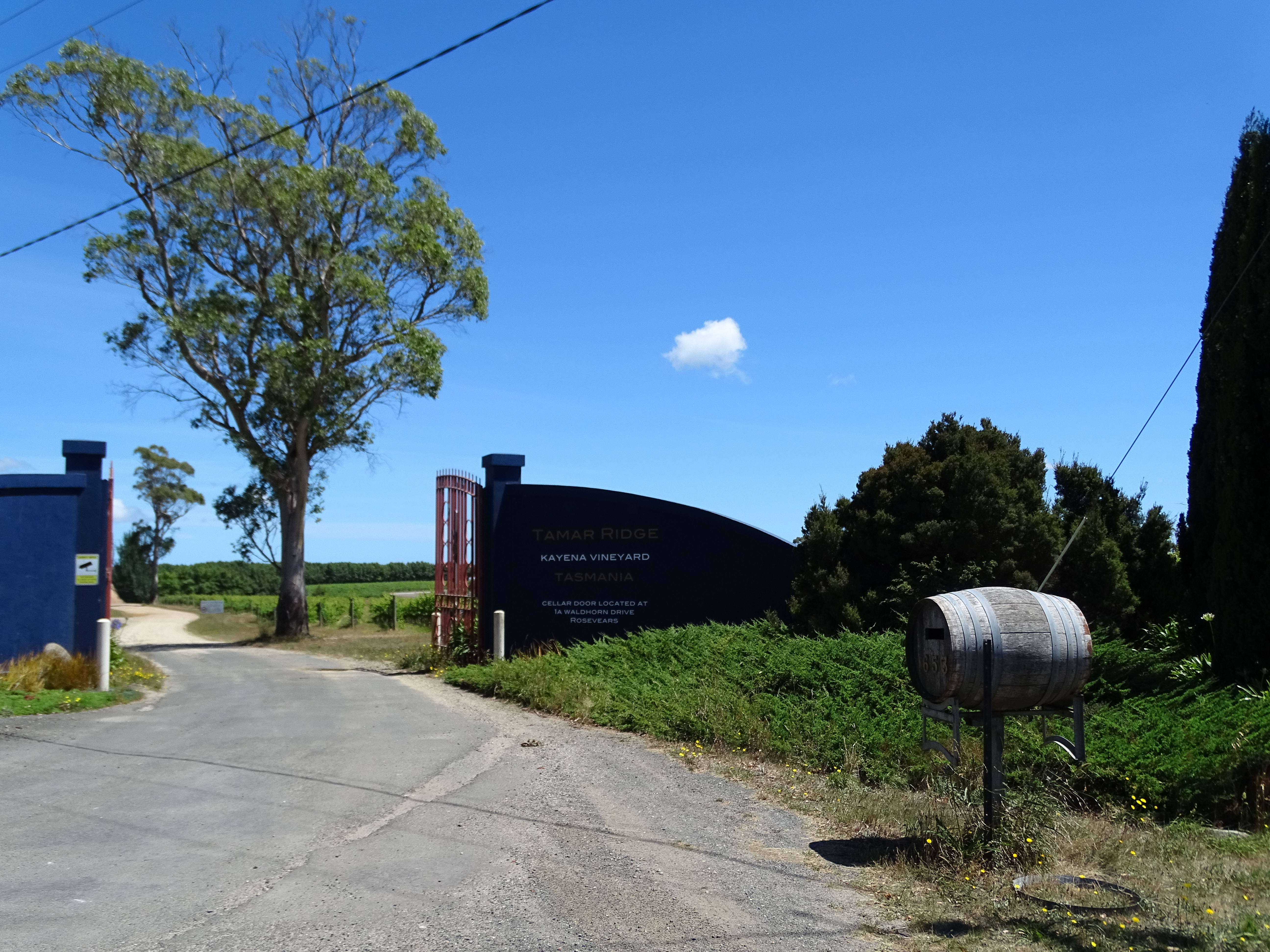
Vchod do jedné z vinic

## Vinařská stezka
Vinařská stezka (Tamar Valley Wine Route) v Tamar Valley vede za Launcestonem (zejména na levém břehu řeky Tamar River) na obou stranách dálnice A7 až do Beaconsfieldu. Poté pokračuje východním směren přes Kayena a Rowella a přes Batman Bridge a dále na pravém břehu řeky k Pipers River a Pipersbrook, poté pak na jih zpět k Launcestonu.
Více než 30 vinic a vinných sklepů, které se zde začaly zakládat po roce 1800, vyrábí dobrých 40 procent tasmánského kvalitního vína. Hrozny zahrnují odrůdy jako Pinot noir, Chardonnay, Riesling a Sauvignon blanc.